# Thống đốc Nam Kỳ
Thống đốc Nam Kỳ (tiếng Pháp: Gouverneur de la Cochinchine) là chức vụ đứng đầu Nam Kỳ thời Pháp thuộc.

## Bối cảnh
Sự cai trị của Pháp ở Nam Kỳ được tổ chức thành hai giai đoạn: giai đoạn Soái phủ Nam Kỳ từ năm 1861 đến năm 1879, và giai đoạn chính phủ dân sự từ năm 1879 trở đi, với việc bổ nhiệm Charles Le Myre de Vilers làm thống đốc dân sự đầu tiên ở Nam Kỳ.

## Trụ sở làm việc

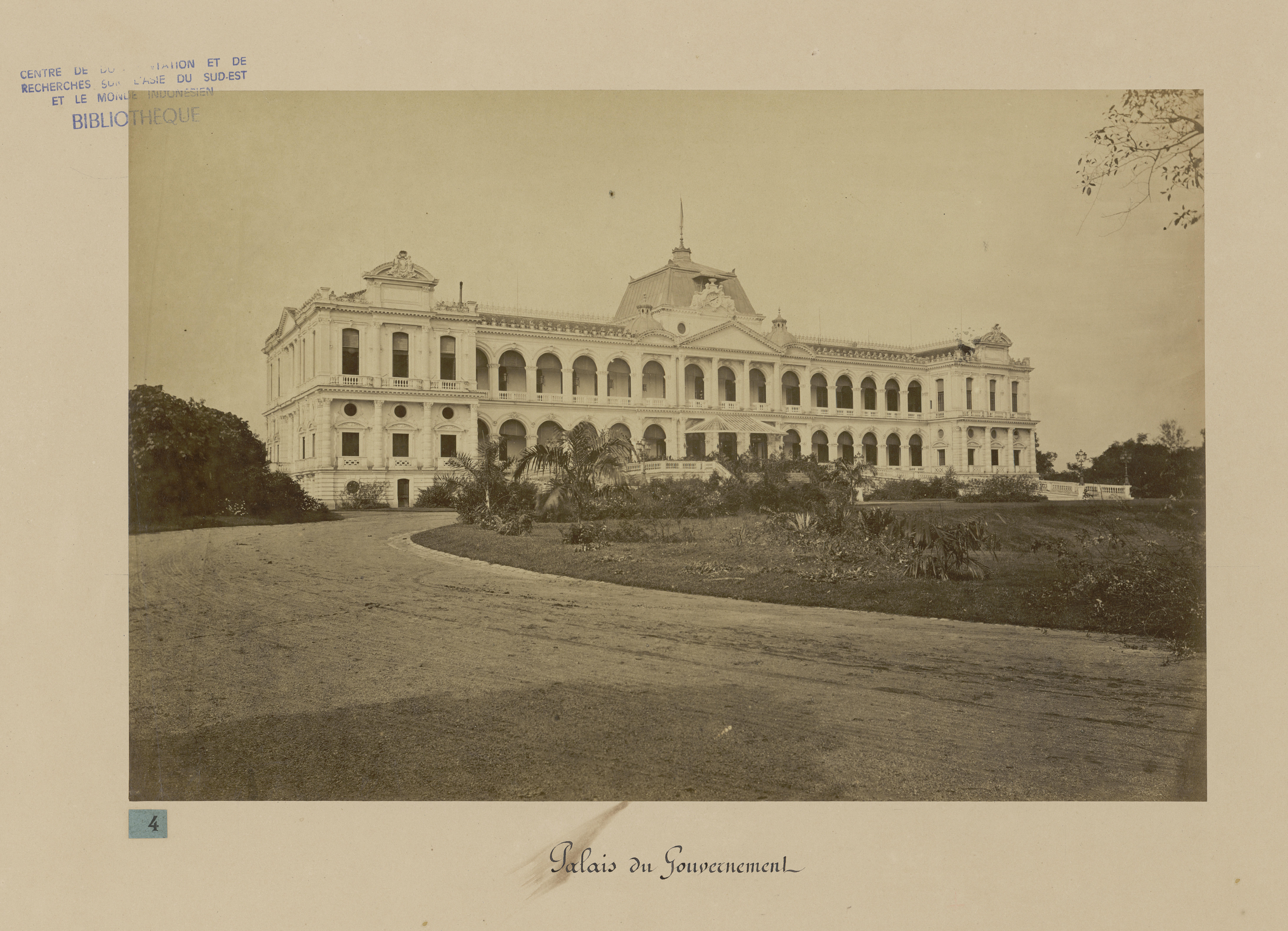
Dinh Norodom thời Pháp thuộc

Từ năm 1871 đến 1887, Thống đốc Nam Kỳ sống và làm việc tại Dinh Norodom tại Sài Gòn (nay là Dinh Độc Lập tại Thành phố Hồ Chí Minh). Từ năm 1887 thì Thống đốc Nam Kỳ chuyển về sống và làm việc tại Dinh Thống Đốc Nam Kỳ tại Sài Gòn (về sau có tên là Dinh Gia Long và nay là Bảo tàng Thành phố Hồ Chí Minh).

## Danh sách các thống đốc Nam Kỳ

### Thời kỳ Thống đốc quân sự (1858-1879)
| Tên                                                  | Năm sinh - năm mất | Thời gian tại nhiệm                   | Chú thích |
| ---------------------------------------------------- | ------------------ | ------------------------------------- | --- |
| Phó đô đốc Charles Rigault de Genouilly              | 1807-1873          | tháng 2 năm 1859 - tháng 10 năm 1859  | Tư lệnh quân viễn chinh |
| Đại tá hải quân Jean Bernard Jauréguiberry           | 1815-1887          | tháng 10 năm 1859 - tháng 3 năm 1860  | tạm quyền thay de Genouilly |
| Chuẩn đô đốc Théogène François Page                  | 1807-1867          | tháng 3 năm 1860 - tháng 2 năm 1861   | Tư lệnh quân viễn chinh, đóng tại Đà Nẵng. |
| Đại tá Hải quân Joseph Hyacinthe Louis Jules d'Ariès | 1813-1878          | tháng 4 năm 1860 - tháng 2 năm 1861   | tạm quyền cho Page tại Gia Định |
| Phó đô đốc Léonard Victor Joseph Charner             | 1797-1869          | tháng 2 năm 1861 – tháng 11 năm 1861  | cho soạn thảo quy hoạch thành phố đầu tiên của Sài Gòn |
| Chuẩn đô đốc Louis Adolphe Bonard                    | 1805-1867          | tháng 11 năm 1861 – tháng 10 năm 1863 | thăng Phó đô đốc 25 tháng 6 năm 1862; được bổ nhiệm làm Thống đốc đầu tiên ngày 25 tháng 6 năm 1862, với chức danh Gouverneur de la Cochinchine et Commandant en chef (Thống soái Nam Kỳ) |
| Chuẩn đô đốc Pierre-Paul de La Grandière             | 1807-1876          | tháng 10 năm 1863 – tháng 12 năm 1864 | |
| Chuẩn đô đốc Pierre-Gustave Roze                     | 1812-1882          | tháng 12 năm 1864 – tháng 3 năm 1866  | tạm quyền thay La Grandière về Pháp nhận hàm Phó đô đốc |
| Phó đô đốc Pierre-Paul de La Grandière               | 1807-1876          | tháng 3 năm 1866 – tháng 4 năm 1868   | |
| Chuẩn đô đốc Marie Gustave Hector Ohier              | 1814-1870          | tháng 4 năm 1868 – tháng 12 năm 1869  | |
| Chuẩn tướng Thủy quân lục chiến Joseph Faron         | 1819-1881          | tháng 12 năm 1869 – tháng 1, 1870     | tạm quyền |
| Chuẩn đô đốc Alphonse Jean Claude René Théodore      | 1811-1886          | tháng 1, 1870 – tháng 4 năm 1871      | Bá tước de Cornulier-Lucinière |
| Chuẩn đô đốc Marie Jules Dupré                       | 1813-1881          | tháng 4 năm 1871 – tháng 3 năm 1874   | |
| Chuẩn đô đốc Jules François Émile Krantz             | 1821-1914          | tháng 3 năm 1874 – tháng 11 năm 1874  | tạm quyền |
| Chuẩn đô đốc Victor Auguste                          | 1825-1900          | tháng 11 năm 1874 – tháng 10 năm 1877 | Nam tước Dupérré |
| Chuẩn đô đốc Louis Charles Georges Jules Lafont      | 1824-1908          | tháng 10 năm 1877 – tháng 7 năm 1879  | Thống đốc quân sự cuối cùng |

### Thống đốc dân sự (1879-1945)
| Tên                                             | Năm sinh - Năm mất | Thời gian tại nhiệm                        | Ghi chú |  |
| ----------------------------------------------- | ------------------ | ------------------------------------------ | --- |  |
| Charles Le Myre de Vilers                       | 1833-1918          | tháng 7 năm 1879 - tháng 11 năm 1882       | Thống đốc dân sự đầu tiên, với chức danh Gouverneur de la Cochinchine                                       |  |
| Charles Anthoine François Thomson               | 1845-1898          | tháng 11 năm 1882 - tháng 7, 1885          | |  |
| Charles Auguste Frédéric Bégin                  | 1835-1901          | tháng 7, 1885 - tháng 6, 1886              | |  |
| Ange Michel Filippini                           | 1834-1887          | tháng 6, 1886 - tháng 10 năm 1887          | |  |
| Jacques-Noël Pardon                             | 1854-1910          | tháng 10 năm 1887 - 2 tháng 11 năm 1887    | |  |
| Jules Georges Piquet                            | 1839-1928          | 3 tháng 11 năm 1887 - 15 tháng 11 năm 1887 | |  |
| Jean Antoine Ernest Constans                    | 1833-1913          | tháng 11, 1887 - tháng 4, 1888             | Bắt đầu sử dụng chức danh Phụ tá Toàn quyền hay Phó soái (Lieutenants gouverneurs) thay cho Thống đốc       |  |
| Auguste Eugène Navelle                          | 1846-?             | tháng 4, 1888 - 1888                       | |  |
| Chức vụ để trống                                |                    | 1888 - 1889                                | |  |
| Augustin Julien Fourès                          | 1853-1915          | 1889                                       | Lần thứ nhất                                                                                                |  |
| Henri Eloi Danel                                | 1850-1898          | 1889 - 1892                                | Chiếm Bảo tàng Thương mại làm Dinh Phó soái (sau năm 1911 gọi là Dinh Thống đốc)                            |  |
| Augustin Julien Fourès                          | 1853-1915          | 1892 - 1895                                | Lần thứ 2                                                                                                   |  |
| Alexandre Antoine Étienne Gustave Ducos         | 1851-1907          | 1895 - 1897                                | |  |
| Ange Eugène Nicolai                             | 1845-?             | 1897 - 1898                                | |  |
| Édouard Picanon                                 | 1854-1939          | 1898 - 1901                                | |  |
| Henri Félix de Lamothe                          | 1843-1926          | 1901 - 1902                                | |  |
| François Pierre Rodier                          | 1854-1913          | 1902 - 1906                                | |  |
| Olivier Charles Arthur de Lalande de Calan      | 1853-1910          | 1906 - 1907                                | |  |
| Louis Alphonse Bonhoure                         | 1864-1909          | 1907 - 1909                                | |  |
| Jules Maurice Gourbeil                          | ?-?                | 1909 - 1916                                | Sử dụng lại chức danh Thống đốc từ năm 1911                                                                 |  |
| Maurice Joseph La Gallen                        | 1873-1956          | 1916 - 1921                                | từ tháng 6, 1918 - tháng 2, 1920, Georges René Gaston Maspéro (1872-1942) tạm quyền thay La Gallen về Pháp. |  |
| Maurice Cognacq                                 | 1870-1949          | 1921 - 1926                                | |  |
| Paul Marie Alexis Joseph Blanchard de la Brosse | ?-?                | 1926 - 1929                                | |  |
| Auguste Eugène Ludovic Tholance                 | 1878-1938          | 1929                                       | tạm quyền                                                                                                   |  |
| Jean-Félix Krautheimer                          | 1874-1943          | 1929 - 1934                                | |  |
| Pierre André Michel Pagès                       | 1893-1980          | 1934 - 1939                                | năm 1938, Henri Georges Rivoal (1886-1963) tạm quyền thay Pagès về Pháp.                                    |  |
| René Veber                                      | 1888-1972          | 1939 - 1940                                | |  |
| André Georges Rivoal                            | ?-?                | 1940 - 1942                                | |  |
| Ernest Thimothée Hoeffel                        | 1900-1952          | 1942 - 1945                                | Thống đốc Nam Kỳ cuối cùng là người Pháp                                                                    |  |
| Minoda Fujio                                    | ?-?                | 9 tháng 3 năm 1945 - 15 tháng 8 năm 1945   | Thống đốc người Nhật                                                                                        |  |

### Ủy viên cộng hòa Pháp tại Nam Việt Nam (1945-1954)
| Tên                          | Năm sinh - năm mất | Thời gian tại nhiệm                     | Ghi chú                                                                            |
| Jean Marie Arsène Cédile     | 1908-1984          | 22 tháng 8 năm 1945 - 1946              | Đại tá, quyền Cao ủy Pháp tại Đông Dương 22 tháng 8 năm 1945 - 5 tháng 10 năm 1945 |
| Chức vụ bỏ trống             |                    | 1947 - 1948                             |                                                                                    |
| Albert Torel                 | 1895-1987          | 1948                                    | tạm quyền                                                                          |
| Charles Marie Chanson        | (1902-1951)        | 1947 - 30 tháng 7, 1951                 | Thiếu tướng, kiêm tư lệnh quân Pháp tại Nam Bộ, bị ám sát ngày 30 tháng 7 năm 1951 |
| Raoul Albert Louis Salan     | 1899-1984          | 1 tháng 8 năm 1951 - 9 tháng 4 năm 1952 | Đại tướng, phụ tá Tổng tư lệnh quân viễn chinh Pháp tại Đông Dương, tạm kiêm nhiệm |
| Paul Louis Bondis            | 1895-1986          | 9 tháng 4 năm 1952 - 1953               | Đại tướng                                                                          |
| Georges Émile LeBlanc        | 1896-1989          | 1953 -                                  | chưa xác định chính xác                                                            |
| Gabriel Louis Marie Bourgund | 1898-1993          | 1953 - 1954                             | chưa xác định chính xác                                                            |